# Президентские выборы в Хорватии (1992)
Президентские выборы в Хорватии впервые состоялись 2 августа 1992 года одновременно с парламентскими выборами. Победу одержал действующий президент Франьо Туджмана, кандидат от Хорватского демократического содружества (ХДС), набравший 56,73% голосов. Он стал первым всенародно избранным президентом Хорватии. Явка составила 74,90%.
Результат Туджмана в 1 519 000 голосов остаётся рекордным числом голосов, полученных президентом Хорватии. Ранее он занимал пост президента, избранного парламентом, а 12 августа 1992 года принял присягу на площади Святого Марка в Загребе, вступив в свой первый пятилетний срок.

## Критика выборов
Международные наблюдатели подвергли выборы критике, отметив ряд проблем, включая ограниченный доступ оппозиции к государственным СМИ, сжатые сроки кампании и предвзятость должностных лиц. Сроки проведения выборов были выгодны правящей партии (ХДС), которая задерживала принятие избирательного законодательства в нарушение новой конституции страны. Период времени между объявлением выборов и датой голосования был признан «необычно коротким», что усложнило подготовку оппозиционных партий и организаторов выборов. Кроме того, голосование было запланировано на праздничный день, когда значительная часть избирателей находилась за пределами своих родных городов и не могла голосовать.

## Результаты
| Кандидат         | Кандидат             | Партия                                        | Голоса    | %      |
| ---------------- | -------------------- | --------------------------------------------- | --------- | ------ |
|                  | Франьо Туджман       | Хорватское демократическое содружество        | 1 519 100 | 56,73% |
|                  | Дражен Будиша        | Хорватская социал-либеральная партия          | 585 535   | 21,87% |
|                  | Савка Дабчевич-Кучар | Хорватская народная партия                    | 161 242   | 6,02%  |
|                  | Доброслав Парага     | Хорватская партия права                       | 144 695   | 5,40%  |
|                  | Сильвие Деген        | Социалистическая партия Хорватии              | 108 979   | 4,07%  |
|                  | Марко Веселица       | Хорватский христианский демократический союз  | 45 593    | 1,70%  |
|                  | Иван Цесар           | Хорватская христианско-демократическая партия | 43 134    | 1,61%  |
|                  | Антун Вуич           | Социал-демократы Хорватии                     | 18 783    | 0,70%  |
| Действительных   | Действительных       | Действительных                                | 2 627 061 | 98,10  |
| Недействительных | Недействительных     | Недействительных                              | 50 703    | 1,89   |
| Всего            | Всего                | Всего                                         | 2 677 764 | 100    |
| Избирателей/явка | Избирателей/явка     | Избирателей/явка                              | 3 575 032 | 74,90  |